# Azencross
De Azencross is sinds 1984 een jaarlijkse veldritwedstrijd gehouden in het Belgische Loenhout. Hij behoort tot de Trofee veldrijden.
De Azencross staat bekend om zijn primeurs. Zo was de veldrit van Loenhout de eerste organisatie die gastheer was voor de Europa-trofee en Wereldbeker. Azencross.com was de allereerste website die info bracht op het internet over een veldrit in België. Vijf jaar later (1999) was de Azencross voor elites rechtstreeks te volgen op het internet. "Er ruist wat in het struikgewas" was de titel in de Gazet van Antwerpen naar aanleiding van de eerste veldrit voor vrouwen die in België georganiseerd werd te Loenhout. Nog een primeur was de invoering van de F1 start met seinlichten. Dit idee werd ondertussen door de belangrijkste cyclocross organisaties overgenomen. Het wasbord in de cyclo-cross was een idee van de Loenhoutse parcoursbouwer Louis Aernouts. Diverse organisaties imiteerden het idee. 
In 2020 werd de Azencross niet verreden vanwege de coronapandemie die dat jaar uitbrak. Deze editie werd vervangen door de Herentals Cross in oktober.

## Erelijst

### Mannen elite
| Datum      | Klassement               | Cat. | Winnaar                           | Tweede                            | Derde                             |
| ---------- | ------------------------ | ---- | --------------------------------- | --------------------------------- | --------------------------------- |
| 27/12/2024 | Exact Cross              | C1   | Mathieu van der Poel              | Thibau Nys                        | Laurens Sweeck                    |
| 29/12/2023 | Exact Cross              | C1   | Mathieu van der Poel              | Gianni Vermeersch                 | Felipe Orts                       |
| 30/12/2022 | Exact Cross              | C1   | Wout van Aert                     | Mathieu van der Poel              | Tom Pidcock                       |
| 30/12/2021 | X²O Badkamers Trofee     | C1   | Wout van Aert                     | Michael Vanthourenhout            | Toon Aerts                        |
| 29/12/2020 | X²O Badkamers Trofee     | C1   | Afgelast vanwege de coronacrisis. | Afgelast vanwege de coronacrisis. | Afgelast vanwege de coronacrisis. |
| 27/12/2019 | DVV Verzekeringen Trofee | C1   | Mathieu van der Poel              | Eli Iserbyt                       | Corne van Kessel                  |
| 28/12/2018 | DVV Verzekeringen Trofee | C1   | Mathieu van der Poel              | Wout van Aert                     | Toon Aerts                        |
| 28/12/2017 | DVV Verzekeringen Trofee | C1   | Mathieu van der Poel              | Wout van Aert                     | Toon Aerts                        |
| 29/12/2016 | DVV Verzekeringen Trofee | C1   | Wout van Aert                     | Tom Meeusen                       | Kevin Pauwels                     |
| 19/12/2015 | Bpost bank trofee        | C1   | Tom Meeusen                       | Tim Merlier                       | Wout van Aert                     |
| 30/12/2014 | Bpost bank trofee        | C1   | Wout van Aert                     | Mathieu van der Poel              | Tom Meeusen                       |
| 27/12/2013 | Bpost bank trofee        | C1   | Sven Nys                          | Rob Peeters                       | Niels Albert                      |
| 28/12/2012 | Bpost bank trofee        | C1   | Niels Albert                      | Zdeněk Štybar                     | Kevin Pauwels                     |
| 28/12/2011 | GvA Trofee               | C1   | Niels Albert                      | Zdeněk Štybar                     | Sven Nys                          |
| 29/12/2010 | GvA Trofee               | C1   | Niels Albert                      | Sven Nys                          | Zdeněk Štybar                     |
| 29/12/2009 | GvA Trofee               | C1   | Sven Nys                          | Niels Albert                      | Zdeněk Štybar                     |
| 30/12/2008 | GvA Trofee               | C1   | Zdeněk Štybar                     | Sven Nys                          | Radomír Šimůnek                   |
| 28/12/2007 | GvA Trofee               | C1   | Lars Boom                         | Zdeněk Štybar                     | Niels Albert                      |
| 28/12/2006 | GvA Trofee               | C1   | Niels Albert                      | Sven Nys                          | Erwin Vervecken                   |
| 28/12/2005 | GvA Trofee               | C1   | Sven Nys                          | Enrico Franzoi                    | Petr Dlask                        |
| 29/12/2004 | GvA Trofee               |      | Sven Nys                          | Sven Vanthourenhout               | Erwin Vervecken                   |
| 30/12/2003 | GvA Trofee               |      | Bart Wellens                      | Sven Nys                          | Ben Berden                        |
| 26/12/2002 | GvA Trofee               |      | Sven Nys                          | Richard Groenendaal               | Tom Vannoppen                     |
| 27/12/2001 | GvA Trofee               |      | Erwin Vervecken                   | Peter Van Santvliet               | Jiří Pospíšil                     |
| 27/12/2000 | Losse cross              |      | Sven Nys                          | Bart Wellens                      | Erwin Vervecken                   |
| 29/12/1999 | Losse cross              |      | Richard Groenendaal               | Sven Nys                          | Adrie van der Poel                |
| 29/12/1998 | Losse cross              |      | Marc Janssens                     | Adrie van der Poel                | Sven Nys                          |
| 30/12/1997 | Losse cross              |      | Adrie van der Poel                | Marc Janssens                     | Paul Herygers                     |
| 27/12/1996 | Losse cross              |      | Adrie van der Poel                | Richard Groenendaal               | Mario De Clercq                   |
| 28/12/1995 | Wereldbeker              | CDM  | Paul Herygers                     | Richard Groenendaal               | Luca Bramati                      |
| 28/12/1994 | Wereldbeker              | CDM  | Radomír Šimůnek                   | Richard Groenendaal               | Daniele Pontoni                   |
| 29/12/1993 | Wereldbeker              | CDM  | Marc Janssens                     | Adrie van der Poel                | Paul Herygers                     |
| 29/12/1992 | GvA Trofee               |      | Adrie van der Poel                | Peter Van Den Abeele              | Guy Van Dijck                     |
| 27/12/1991 | GvA Trofee               |      | Danny De Bie                      | Gustaaf Van Bouwel                | Radomír Šimůnek                   |
| 27/12/1990 | GvA Trofee               |      | Danny De Bie                      | Gustaaf Van Bouwel                | Wim Lambrechts                    |
| 27/12/1989 | GvA Trofee               |      | Danny De Bie                      | Rein Groenendaal                  | Pascal Van Riet                   |
| 28/12/1988 | GvA Trofee               |      | Roland Liboton                    | Ivan Messelis                     | Hennie Stamsnijder                |
| 30/12/1987 | GvA Trofee               |      | Hennie Stamsnijder                | Huub Kools                        | Henk Baars                        |
| 30/12/1986 | Losse cross              |      | Hennie Stamsnijder                | Ivan Messelis                     | Ludo De Rey                       |
| 27/12/1985 | Losse cross              |      | Roland Liboton                    | Hennie Stamsnijder                | Bert Vermeire                     |
| 27/12/1984 | Losse cross              |      | Roland Liboton                    | Hennie Stamsnijder                | Alex Heremans                     |

### Vrouwen elite
| Datum      | Klassement               | Cat. | Winnaar                           | Tweede                            | Derde                             |
| ---------- | ------------------------ | ---- | --------------------------------- | --------------------------------- | --------------------------------- |
| 27/12/2024 | Exact Cross              | C1   | Marion Norbert-Riberolle          | Sanne Cant                        | Imogen Wolff                      |
| 29/12/2023 | Exact Cross              | C1   | Sanne Cant                        | Kristýna Zemanová                 | Manon Bakker                      |
| 30/12/2022 | Exact Cross              | C1   | Shirin van Anrooij                | Marie Schreiber                   | Manon Bakker                      |
| 30/12/2021 | X²O Badkamers Trofee     | C1   | Lucinda Brand                     | Denise Betsema                    | Shirin van Anrooij                |
| 29/12/2020 | X²O Badkamers Trofee     | C1   | Afgelast vanwege de coronacrisis. | Afgelast vanwege de coronacrisis. | Afgelast vanwege de coronacrisis. |
| 27/12/2019 | DVV Verzekeringen Trofee | C1   | Ceylin del Carmen Alvarado        | Sanne Cant                        | Annemarie Worst                   |
| 28/12/2018 | DVV Verzekeringen Trofee | C1   | Lucinda Brand                     | Sanne Cant                        | Denise Betsema                    |
| 28/12/2017 | DVV Verzekeringen Trofee | C1   | Sanne Cant                        | Lucinda Brand                     | Katie Compton                     |
| 29/12/2016 | DVV Verzekeringen Trofee | C1   | Sanne Cant                        | Marianne Vos                      | Thalita de Jong                   |
| 19/12/2015 | Bpost bank trofee        | C1   | Sanne Cant                        | Pavla Havlíková                   | Ellen Van Loy                     |
| 30/12/2014 | Bpost bank trofee        | C1   | Kateřina Nash                     | Marianne Vos                      | Ellen Van Loy                     |
| 27/12/2013 | Bpost bank trofee        | C1   | Marianne Vos                      | Katherine Compton                 | Helen Wyman                       |
| 28/12/2012 | Bpost bank trofee        | C1   | Sanne Cant                        | Nikki Harris                      | Kateřina Nash                     |
| 28/12/2011 | GvA Trofee               | C1   | Marianne Vos                      | Daphny van den Brand              | Sanne Cant                        |
| 29/12/2010 | GvA Trofee               | C1   | Marianne Vos                      | Hanka Kupfernagel                 | Daphny van den Brand              |
| 29/12/2009 | GvA Trofee               | C1   | Daphny van den Brand              | Marianne Vos                      | Sanne van Paassen                 |
| 30/12/2008 | GvA Trofee               | C1   | Daphny van den Brand              | Katherine Compton                 | Marianne Vos                      |
| 28/12/2007 | GvA Trofee               | C1   | Hanka Kupfernagel                 | Mirjam Melchers                   | Saskia Elemans                    |
| 28/12/2006 | GvA Trofee               | C1   | Hanka Kupfernagel                 | Daphny van den Brand              | Marianne Vos                      |
| 28/12/2005 | GvA Trofee               | C1   | Marianne Vos                      | Daphny van den Brand              | Mirjam Melchers                   |
| 29/12/2004 | GvA Trofee               |      | Daphny van den Brand              | Hanka Kupfernagel                 | Sabine Spitz                      |
| 30/12/2003 | GvA Trofee               |      | Hanka Kupfernagel                 | Daphny van den Brand              | Hilde Quintens                    |
| 26/12/2002 | GvA Trofee               |      | Daphny van den Brand              | Hilde Quintens                    | Anja Nobus                        |
| 27/12/2001 | GvA Trofee               |      | Daphny van den Brand              | Hanka Kupfernagel                 | Birgit Hollmann                   |
| 29/12/1999 | Losse cross              |      | Hanka Kupfernagel                 | Daphny van den Brand              | Inge Velthuis                     |
| 29/12/1998 | Losse cross              |      | Daphny van den Brand              |                                   |                                   |